# Kids United
「Kids United」は、フランスの小中学生の音楽ユニット。国際連合児童基金と協力しており、多数の歌が愛と平和をテーマにしている。
2004年から2009年の間に生まれた5人の子供（グループが結成されたときは6人の子供）で構成されるフランスの音楽グループ。
ユニセフのキャンペーンを支援するために結成され、2人のフランス語圏の歌手であるHélèneSégaraとCorneilleが後援。 2015年の世界こどもの日に発売されたファーストアルバムUnmonde meilleur （A better world）は、フランスでゴールド認証を獲得。セカンドアルバムToutle bonheur dumondeは2xプラチナ認定を受けた。最優秀ポップアルバムでのフェリクス賞の受賞はグループの最初の賞となる。

## 現在のメンバー
グロリア・パレル・モデブラシ
ディラン・マリーナ
Ilyana Raho-Moussa
ネイサン・ラフェイス
バレンチナ・トロネル

### 元のメンバー
エルザ・ムコリ
カーラ・ジョルジュ
エステバン・デュラン
ガブリエル・グロス
Nilusi Nissanka

## 音楽作品
オリジナル・アルバム
- Un monde meilleur
- Tout le bonheur du monde
- Forever United
- Nouvelle génération: Au bout de nos rêves
- Nouvelle génération: L'hymne de la vie

公演アルバム
- Le Live

ベスト・アルバム
- Best Of